# Kabiuk
Kabiuk (bulgare : Кабиюк), dans la région de Choumen, est le plus grand haras de Bulgarie.
Créé sous l'Empire Ottoman pour fournir la cavalerie militaire, il s'y élève alors 1 300 chevaux par an. Il constitue désormais un établissement conservatoire pour les races de chevaux bulgares menacées d'extinction, et plus largement pour toutes les races animales domestiques bulgares rares. 
En 2012, ce haras reçoit 25 chevaux de la race de Pleven, à la suite de la fermeture du haras national de Klementina. 
Le haras de Kabiuk est devenu le principal établissement d'élevage équin de toute la Bulgarie, fournissant de nombreux services aux éleveurs équins des alentours tels que l'insémination artificielle et le débourrage des jeunes chevaux. Il sert aussi de conservatoire pour la rare race du Bulgare oriental. Il héberge un musée consacré au cheval dans les pays des Balkans.
Il attire (2010) environ 15 000 visiteurs chaque année, dont 90 % extérieurs à la Bulgarie.

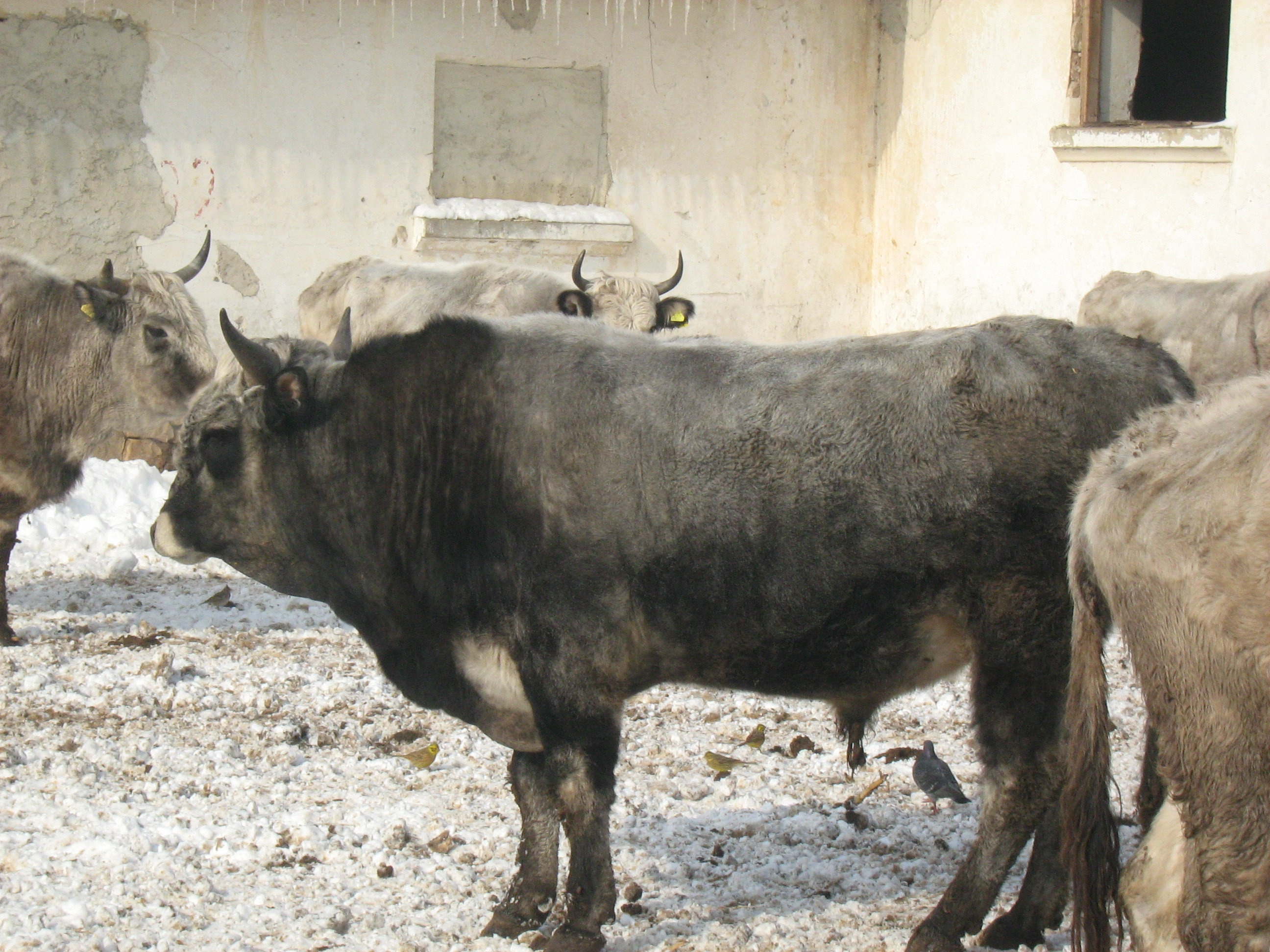
Taureau gris bulgare
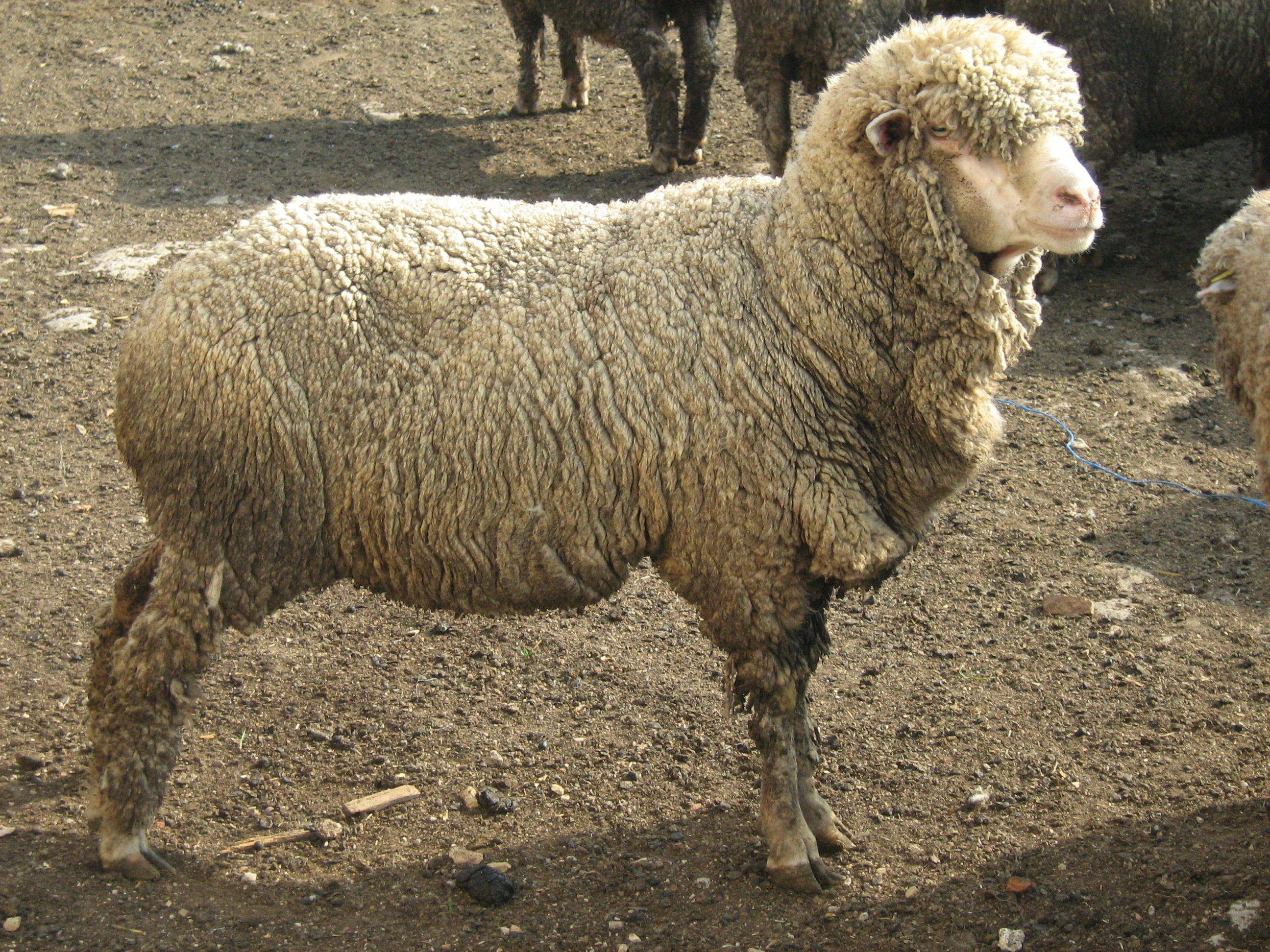
Mouton Ascanian
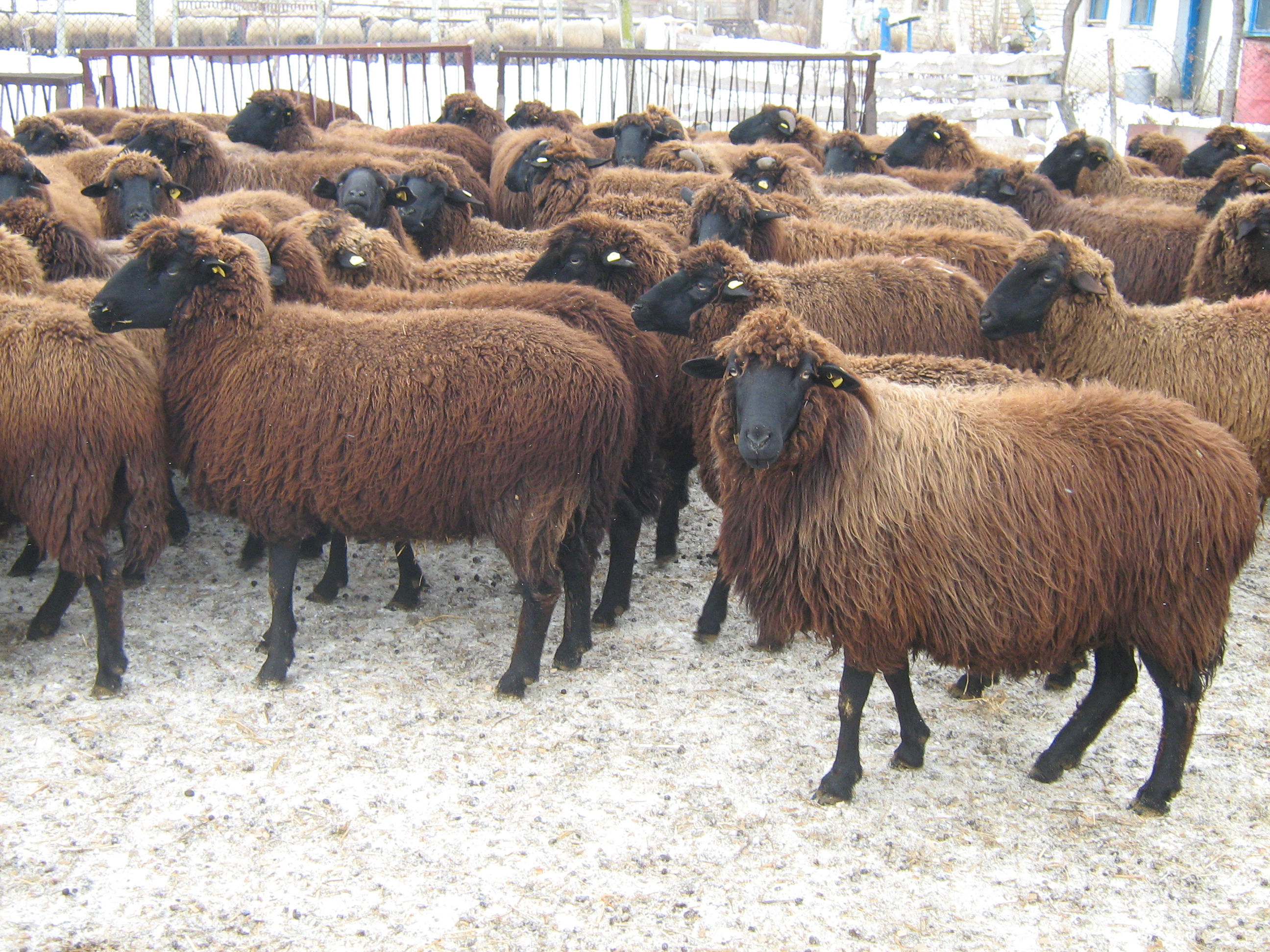
Mouton de Choumen
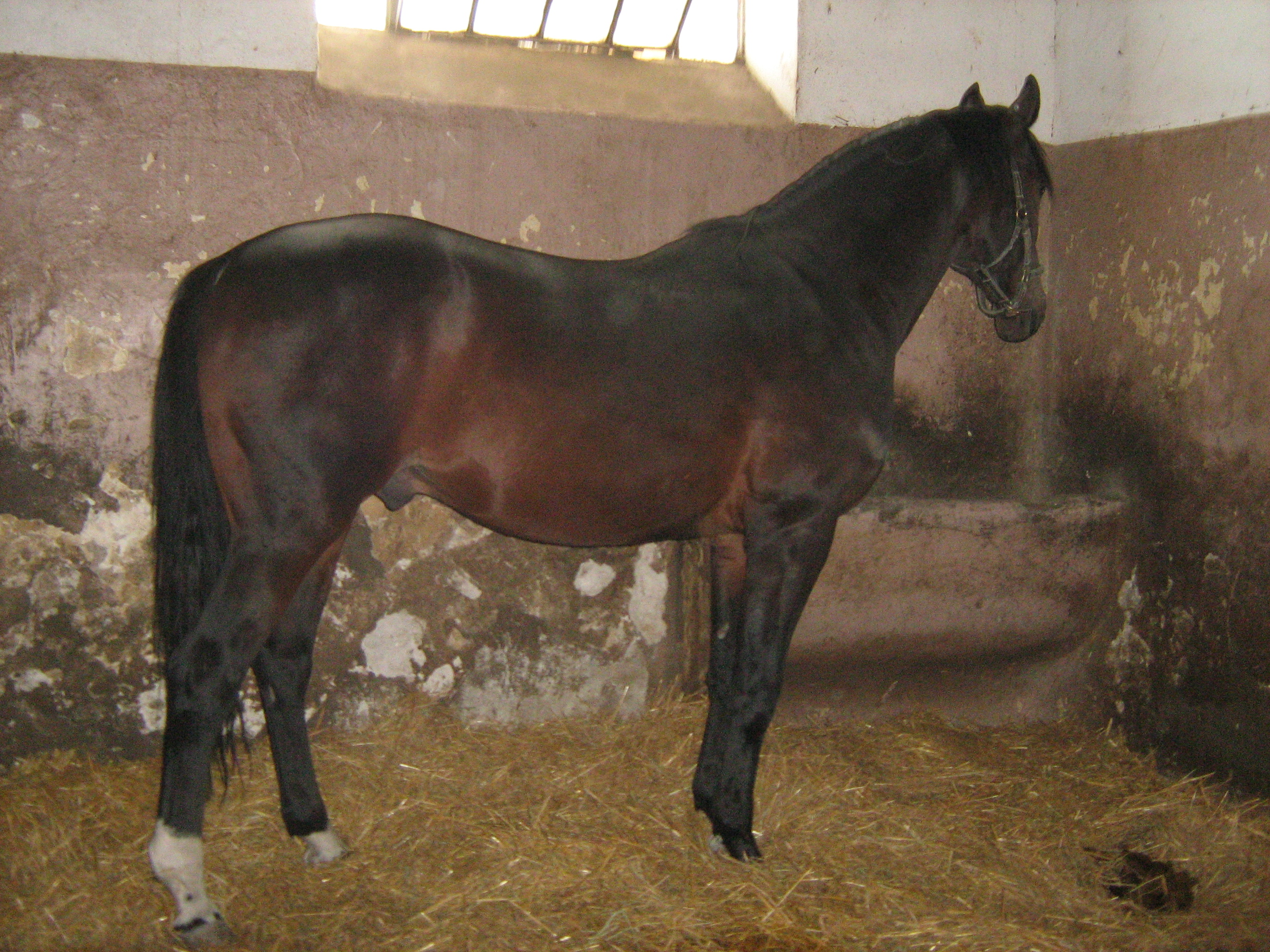
Cheval Bulgare oriental
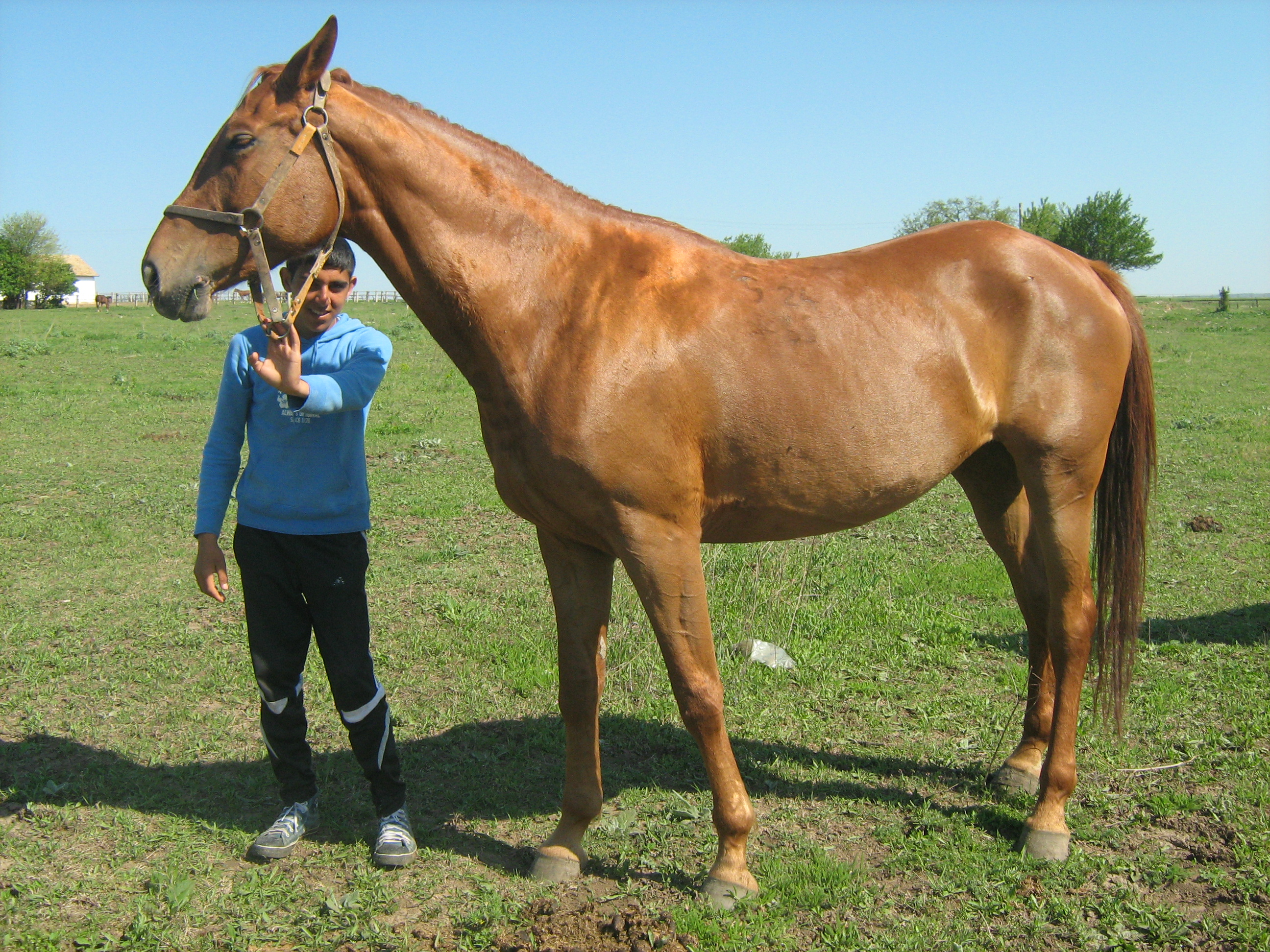
Cheval de Pleven